# ۱۳۴۵ (میلادی)
۱۳۴۵ (میلادی) هزار و سیصد و چهل و پنجمین سال تقویم میلادی است.

## درگذشتگان
‎